# Ivarr de Limerick
Pour les articles homonymes, voir Ivarr.
Ivarr de Limerick (irlandais : Ímar Luimnich, rí Gall; Ímar ua Ímair; Ímar Ua hÍmair, Ard Rí Gall Muman ocus Gáedel; Íomhar Mór, vieux-norrois: Ívarr), † en 977, est le dernier roi viking de Limerick, et l'avant-dernier « Roi des Étrangers du Munster », il règne pendant la montée du pouvoir du Dál gCais et le déclin des Eóganachta. Il tente d'imposer son pouvoir sur Limerick et de l'étendre sur l'ensemble de la province du Munster il est de ce fait l'un des principaux protagonistes de la chronique du XIIe siècle et œuvre de propagande irlandaise nommée Cogad Gáedel re Gallaib, comme ennemi de Mathgamain mac Cennétig, prétendant au trône de roi de Munster, et de son très célèbre jeune frère et successeur Brian Bóruma.
Selon l'auteur anonyme du Cogad Gáedel re Gallaib, Ivar se proclame lui-même comme « Roi de Munster » pendant quelque temps dans la décennie 960, jusqu'à ce qu'il soit mis en déroute lors de la bataille de Sulcoit en 967, toutefois cette extraordinaire revendication a été mise en doute par les spécialistes contemporains. Il apparaît être revenu à Limerick, pour se rétablir, seulement un an ou deux après sa défaite.

## Les sources
Les deux principales sources sur la carrière d'Ivar sont le Cogad Gáedel re Gallaib du début du XIIe siècle et la confirmation des faits qu'il rapporte par les Annales d'Inisfallen. Les deux semblent avoir été utilisés comme sources primaires d'annales ultérieures comme les Chroniques d'Irlande dont elles constituent le matériel d'informations sur le Munster concerné. Malheureusement, cependant, bien que l'auteur du Cogad fasse une large utilisation de ces annales, et d'autres sources locales maintenant perdues, comme des poésies contemporaines, son propos est politique et a pour but de glorifier Brian et le Dál gCais au bénéfice de son descendant Muircheartach Ua Briain, si bien les éléments issus des annalistes sont déformés par les exagérations, un langage fleuri et des informations douteuses de diverses origines.
Le principal problème des Annales d'Inisfallen, est l'importante abréviation qu'elles ont subie lors de leur rédaction par rapport à l'original. Les Annales d'Inisfallen souffrent également d'une considérable lacune ou simplement d'un trou ne comprenant aucune entrée, sur deux ans et demi particulièrement critiques de la carrière d'Ivar entre le milieu de 969 et le début de 972.
La troisième source importante pour l'histoire du Munster dans cette période est les Annales des quatre maîtres, mais elles ont été compilées beaucoup plus tard et sont parfois de crédibilité douteuse, ayant enregistré dans certains cas des interpolations et/ou des déplacements chronologiques d'entrées. Quelques autres sources mentionnent brièvement Ivar mais elles n'apportent pas d'éléments complémentaires intéressants pour notre connaissance sur lui. les Annales de Tigernach auraient pu être d'un bon secours mais elles souffrent d'une lacune entre 766 et 974.

## Origine
L'origine d'Ivar n'est pas mentionnée par les Chroniques d'Irlande, qui n'ont pas toutefois été conservées dans leur intégralité, mais il est généralement reconnu comme un membre de la prolifique dynastie viking nommée par les historiens contemporains les Uí Ímair.
Dans le Cogad et les textes liés il est nommé Ímar ua (h)Ímair 'est-à-dire Ímar, petit-fils Ímar, mais cela peut être également interprété comme Ímar Ua hÍmair, l'utilisation d'un surnom signifiant « Descendant d'Ímar », n'est pas un cas isolé et a apparemment été pratiquée par d'autres membres de la dynastie.
Sa relation exacte avec les souverains précédents de Limerick est incertaine, le dernier membre de la dynastie de la ville est connu comme Aralt mac Sitric, et meurt en 940  il est généralement considéré comme le 3e fils de Sigtryggr Caoch (mort en 927), roi de Dublin et ensuite roi de Northumbria.
Le problème de considérer Ivar littéralement comme un petit-fils d'Ímar mort en 873 se heurte au fait que dans ce cas il aurait été extrêmement vieux lors de son décès en 977. Un homonyme de cet Ímar (Ier), nommé Ímar II ua Ímair, tué en Écosse en 904, doit être de manière plus plausible considéré comme son grand-père, dans ce cas il n'est pas besoin de corriger la forme ua Ímair du Cogad. Au moins deux générations entre le roi de Limerick et le fondateur de la dynastie sont indispensables.

## Postérité

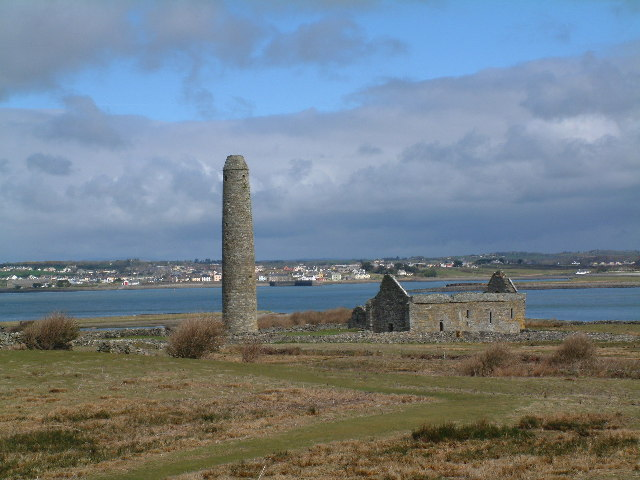
Ruines de la cathédrale de l'île Scattery, lieu exact de la mort d'Ivar et de ses fils.

Peut-être à la suite de la trahison et du meurtre de Mathgamain l'année précédente, Ivar et deux de ses fils, Amlaíb/Olaf connu aussi sous le nom gaélique de Cuallaid (c'est-à-dire Chien sauvage) et Dubcenn (gaélique Tête Noire), sont tués, apparemment après avoir été surpris par Brian en 977 dans l'établissement religieux de l'île Scattery,
Les sagas mentionnent un autre de ses fils, Aralt, qui est élu Roi des Étrangers de Munster peu après le meurtre d'Ivar. il est réputé avoir péri lors d'un combat contre l'armée de Brian avec Donnubán lors de la bataille de Cathair Cuan, probablement quelque part en Uí Fidgenti.
Un fils de Dubcenn, nommé Osli (Auisle< Ásl/Auðgísl), est évoqué dans la saga ensuite comme « haut sénéchal » de Brian, qui avait peut-être placé sous son contrôle le royaume de Mide, quand il est tué par Flaithbertach Ua Néill vers 1012. Un autre fils de Dubcenn doit être cet Amond, sans doute tué en combattant aux côtés de Brian lors de la bataille de Clontarf en 1014.
Ivar est réputé être l'ancêtre d'une descendance noble en Irlande les O'Donovan. Sa fille dont le nom n'a pas été retenu, a épousé son allié Donnubán mac Cathail roi des Uí Fidgenti, leur ancêtre éponyme, bien qu'elle puisse être aussi la fille d'Olaf le fils d'Ivar, une possibilité envisagée par les généalogies. En tout état de cause une fille de cette princesse et de Donnubán, épouse ensuite Ivarr de Waterford et lui donne plusieurs enfants.

## Sources
- (en) Cet article est partiellement ou en totalité issu de l’article de Wikipédia en anglais intitulé « Ivar of Limerick » (voir la liste des auteurs), édition du 20 décembre 2012.=
- (en) Clare Downham, Viking Kings of Britain and Ireland: The Dynasty of Ívarr to A.D. 1014. Dunedin Academic Press 2007.  (ISBN 978-1-903765-89-0) « The Dynasty of Ivarr at Limerick » p. 53-55